# Giovanni Battista Salerni
Giovanni Battista Salerni (ou Giambatista Salerni), né le 24 juin 1671 à Cosenza, en  Calabre, alors  dans le royaume de Naples, et décédé le 30 janvier 1729 à Rome, est un prêtre jésuite italien, érudit et diplomate. Il est fait cardinal par Clément XI en 1719.

## Biographie
Né à Cosenza le 24 juin 1670 le jeune Salerni doit faire face à beaucoup d'opposition avant de pouvoir entrer dans la Compagnie de Jésus. En 1687, à l'âge de 17 ans, il commence son noviciat à Naples. 
À la fin de sa formation spirituelle et académique, et ses études de théologie au Collège romain étant terminées, il occupe la chaire d'histoire et controverses au Collège grec de Rome et en 1709 il devient professeur de Droit canon au Collège germano-hongrois de la ville éternelle. Son œuvre principale le Specimen Orientalis Ecclesiae ab origine ad Concilium Nicaenum est écrite à cette époque-là. L'ouvrage de controverse est une vigoureuse défense et apologie de l'Église catholique destinée à convaincre les chrétiens orientaux, et particulièrement les Grecs.
En 1710 Salerni est donné comme théologien et conseiller au cardinal Annibale Albani envoyé en mission spéciale à la cour du duc de Saxe. Sa grande patience, son tact diplomatique et son zèle religieux obtiennent du prince Frédéric Auguste, le futur roi Auguste III de Pologne qu'il revienne à la foi catholique (27 novembre 1712). D'autres interventions de sa part, à La Haye, Vienne et en Pologne sont également couronnées de succès.
Sur demande insistante du roi Auguste III - et malgré l'opposition personnelle de Salerni - le pape Clément XI le crée cardinal lors du consistoire du 19 novembre 1719; il ne sera cependant pas consacré évêque.  Il participe au conclave de 1721, lors duquel Innocent XIII est élu pape, et à celui de 1724 (élection de Benoît XIII).
Le cardinal Giambatista Salerni meurt à Rome le 30 janvier 1729. Il est enterré dans l'église Saint-Ignace.

## Écrits
- Specimen Orientalis Ecclesiae ab origine ad Concilium Nicaenum

### Sources
- Jerome Aixala: Black and Red S.J., Bombay, Messenger Office, 1968, pp.245-247.
- Fiche du cardinal sur le site de FIU